# Ірраціональне число

Математична константа пі (π) є ірраціональним числом.

Число є ірраціональним числом.

Ірраціональні числа (позначення для множини — {\displaystyle \mathbb {I} }) — це всі дійсні числа, що не є раціональними: {\displaystyle \mathbb {I} =\mathbb {R} \setminus \mathbb {Q} }, — тобто не можуть бути записані як відношення цілих чисел {\displaystyle {\frac {z}{n}}} ({\displaystyle z\in \mathbb {Z} }, {\displaystyle n\in \mathbb {N} }), а лише нескінченними неперіодичними десятковими дробами.
Уперше І. ч. постали в геометрії під час вивчення довжин відрізків піфагорцями, які, як стверджує легенда[джерело?], виявили неспівмірність з одиницями вимірювання деяких геометричних величин. Оскільки це суперечило їхній філософії (цілком побудованій на натуральних числах), відкриття якнайсуворіше приховували, навіть покаравши на смерть одного зі своїх братів — Гіппаса Метапонтського, який (за різними джерелами) чи то першим знайшов, чи то розголосив цей факт.

## Відмінності записування дійсних чисел
Десятковий дріб будь-якого раціонального числа має періодично повторювану частину (зокрема це можуть бути нулі, як у скінченних дробів і цілих чисел), н-д:
- {\displaystyle {\frac {1}{3}}={0}.{\overline {3}}},[1] що означає «нуль цілих і три в періоді» (довжина періоду — один), тобто {\displaystyle 3} повторюється нескінчену кількість разів;
- {\displaystyle {\frac {22}{7}}=3.{\overline {142857}}}, що означає «три цілих і сто сорок дві тисячі вісімсот п'ятдесят сім у періоді» (довжина періоду — шість), тобто {\displaystyle 142857} повторюється нескінчену кількість разів;
- {\displaystyle {\frac {265}{132}}=2.00{\overline {75}}}, що означає «дві цілих, нуль сотих і сімдесят п'ять у періоді» (довжина періоду — два), тобто {\displaystyle 75} повторюється нескінчену кількість разів;
- {\displaystyle {\frac {5}{2}}=2.5\equiv 2.5{\overline {0}}}, скінченний дріб «дві цілих, п'ять десятих»,[2] тобто {\displaystyle 0} повторюється нескінчену кількість разів;
- {\displaystyle {\frac {3}{1}}=3.{}\equiv 2.{\overline {9}}}, ціле число «три еквівалентне двом цілим і дев'ять у періоді»,[3] тобто {\displaystyle 9} повторюється нескінчену кількість разів.

Періодичність дробу можна вважати критерієм приналежності числа до множини раціональних чисел.
Розкладання І. ч. у десятковий дріб не позначається такою періодичністю. Наприклад, відомо, що число пі — ірраціональне та навіть трансцендентне, тому, хоча в його десятковому записі окремі цифри та їх комбінації повторюються, не існує групи цифр, яка б нескінченно повторювалася, утворюючи період.
Інший спосіб записування додатних дійсних чисел: за допомогою ланцюгових дробів. Відмінність полягає в тому, що ланцюгові дроби раціональних чисел скінченні, а І. ч. — нескінченні, хоча для квадратичних ірраціональностей ланцюговий дріб періодичний.

### Приклади

#### Квадратні корені
Квадратний корінь з двох — це перше число, ірраціональність якого було доведено. Іншим відомим ірраціональним числом є золотий перетин. Квадратні корені усіх натуральних чисел, які не є квадратними числами, є ірраціональними.

#### Приклади
{\displaystyle {\frac {355}{113}}=3+{\cfrac {1}{7+{\cfrac {1}{16}}}},} — скінченний;
{\displaystyle {\sqrt {2}}=1+{\cfrac {1}{2+{\cfrac {1}{2+{\cfrac {1}{2+\ldots }}}}}}=[1;2,2,2\ldots ]=[1;(2)]} — з періодом довжини один;
{\displaystyle {\sqrt {3}}=1+{\cfrac {1}{1+{\cfrac {1}{2+{\cfrac {1}{1+{\cfrac {1}{2+\ldots }}}}}}}}=[1;1,2,1,2\ldots ]=[1;(1,2)]} — з періодом довжини два;
{\displaystyle \pi =3+{\cfrac {1}{7+{\cfrac {1}{15+{\cfrac {1}{1+{\cfrac {1}{292+\ldots }}}}}}}}=[3;7,15,1,292,1,1,1,2,\ldots ]} (A001203 в енциклопедії цілих послідовностей [Архівовано 5 березня 2007 у Wayback Machine.]) — неперіодичний.

## Філософське значення
Про існування неспівмірних відрізків знали вже древні математики: їм була відома, наприклад, неспівмірність діагоналі та сторони квадрата, що рівносильно ірраціональності числа {\displaystyle {\sqrt {2}}} (перше знайдене І. ч.).
Піфагорове твердження, що всі речі є числа, відображало метафізичні уявлення стародавніх греків про Всесвіт як місце гармонії, яку власне можна описати відношеннями натуральних чисел. Так поєднання двох звуків, відношення частот яких є раціональним числом, дає приємне для вуха звучання.
З'ясування того, що {\displaystyle {\sqrt {2}}\approx 1{,}4142135} не є раціональним числом, призвело до глибокої кризи давньогрецької математики, яка полягала в усвідомлені факту існування математичних величин, які не можливо відобразити числами, а лише через геометричні побудови. Як наслідок — давньогрецька математика відмовилася від алгебраїчного підходу, на користь геометричного.

## Властивості
- Будь-яке дійсне число можна записати нескінченним десятковим дробом, проте тільки І. ч. записують неперіодичними десятковими дробами.
- Сума двох додатних І. ч. може бути раціональним числом.
- Кожне І. ч. визначає такий переріз Дедекінда у множині раціональних чисел {\displaystyle \mathbb {Q} }, для якого в нижньому класі немає найбільшого, а у верхньому — найменшого числа.
- Кожне І. ч. є або алгебраїчним, або трансцендентним. Кожне дійсне трансцендентне — ірраціональним.
- Множина І. ч. скрізь щільна на числовій прямій, тобто між будь-якими двома дійсними числами є І. ч. (і навіть нескінченно багато).
- Порядок на множині І. ч. — ізоморфний порядку на множині дійсних трансцендентних чисел.
- Множина І. ч. є незліченною, другої категорії.

### Топологічні властивостіR∖Q{\displaystyle \mathbb {R} \setminus \mathbb {Q} }
- є підпростором евклідового простору {\displaystyle \mathbb {R} };
- є Gδ-множиною, але не Fσ-множиною в {\displaystyle \mathbb {R} }, фактично: {\displaystyle \mathbb {R} \setminus \mathbb {Q} =\bigcap _{\alpha \in \mathbb {Q} }(\mathbb {R} \setminus \{\alpha \})};
- є метричним простором, цілком нормальним і паракомпактним;
- є повним простором другої категорії;
- є сепарабельним простором;
- задовольняє другу аксіому зліченності;
- не є локально-компактним і σ-локально-компактним;
- є цілком відокремленим;
- є щільним у собі;
- не є розсіяним;
- є нульвимірним.